# 交項級数
数学、とくに解析学における交項級数（こうこうきゅうすう）または交代級数（こうたいきゅうすう、英: alternating series）とは項の正負が交互に入れ替わる無限級数
{\displaystyle a_{0}-a_{1}+a_{2}-a_{3}+\cdots =\sum _{n=0}^{\infty }(-1)^{n}a_{n}\quad ({\text{for }}\forall n,\ a_{n}\geq 0.\quad [{\text{resp. }}a_{n}\leq 0.])}
である。同様の有限級数をしばしば交代和 (alternating sum) と呼ぶ。

## 例と基本的な事実
交代級数
{\displaystyle \sum _{n=1}^{\infty }(-1)^{n+1}{\frac {1}{n}}}

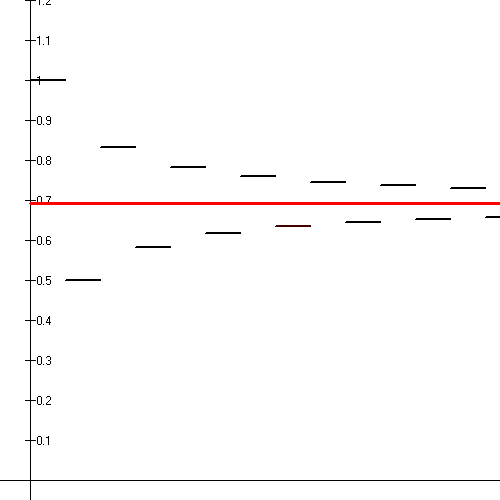
交代調和級数の部分和の様子。赤線が ln 2

は ln 2（=0.69314…）に収束することが知られているが、いっぽう各項の絶対値をとった級数
{\displaystyle \sum _{n=1}^{\infty }{\frac {1}{n}}}
は調和級数としてよく知られた発散級数である。これは絶対収束が、級数が収束するための十分条件だが必要条件ではない（別な言い方をすれば、絶対収束は収束条件としては強すぎる）ことの例でもある。
実数項をもつ交代級数に対しては、収束判定法としてライプニッツによる「数列 {an} が単調減少で 0 に収束するならば級数 ∑ (−1)nan は収束する」というものがある（項が単調増大の場合も全体に −1 を掛けることにより単調減少の場合に帰着されるので、この場合も合わせて簡単に「数列 {an} が単調に 0 に収束する」ときと述べることもできる）。実際、交代級数
{\displaystyle \sum _{n=0}^{\infty }a_{n}=\sum _{n=0}^{\infty }(-1)^{n}|a_{n}|}

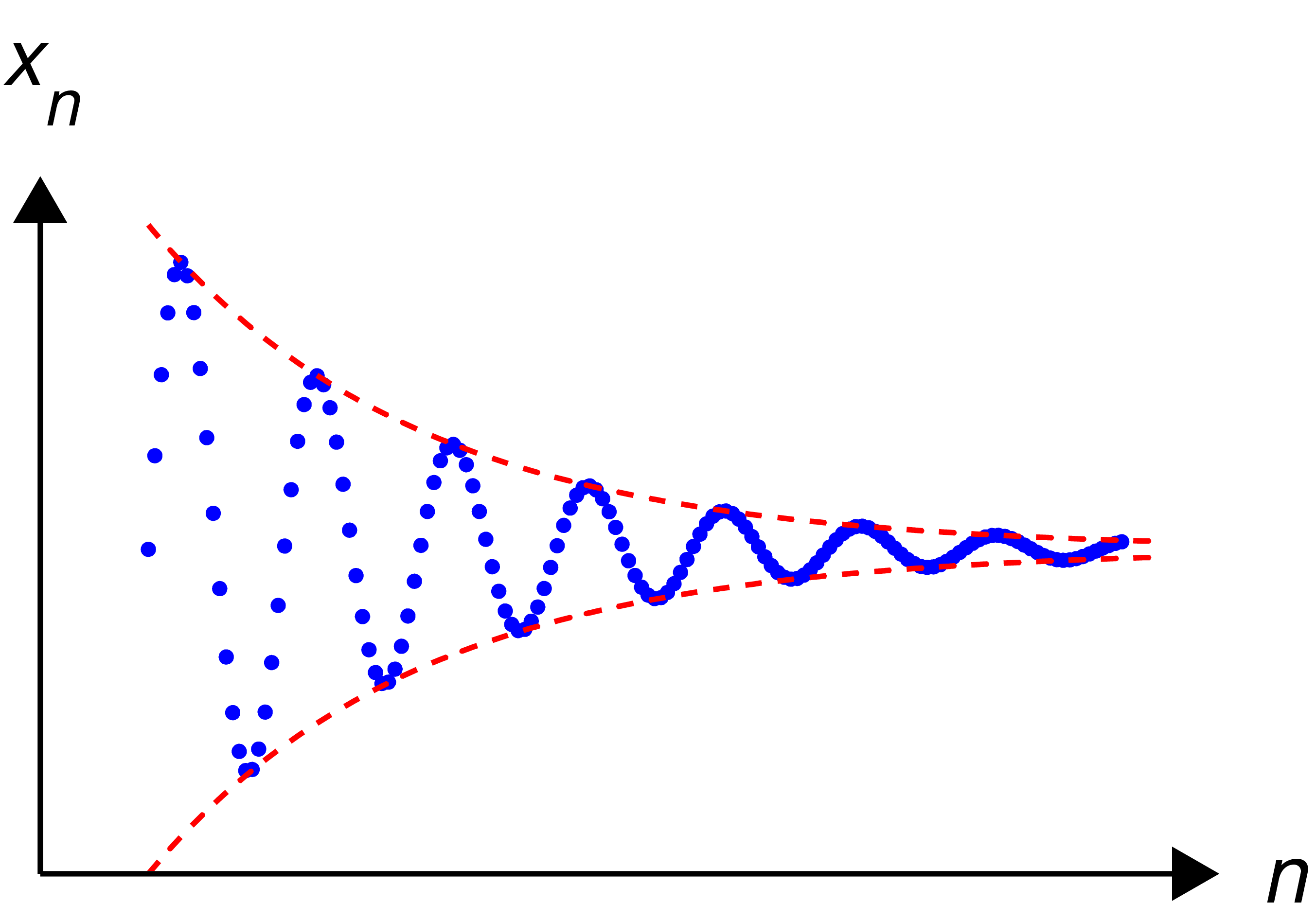
条件を満たす交代級数は、部分和がコーシー列を成す。特に無限和と部分和との差は各項の絶対値で抑えられる。

の項の絶対値が単調減少で 0 に収束する、すなわち
{\displaystyle |a_{0}|\geq |a_{1}|\geq |a_{2}|\geq \cdots \to 0}
を満たすとき、部分和
{\displaystyle s_{N}:=\sum _{k=0}^{N}a_{k}}
の列 {sN} はコーシー列を成すことが確認できる。特に部分和の二つの部分列 {s2n}, {s2m−1} は有界な単調列ゆえにそれぞれ有限な値に収束するが
{\displaystyle \lim _{n\to \infty }s_{2n}-\lim _{m\to \infty }s_{2m-1}=\lim _{n\to \infty }(s_{2n}-s_{2n-1})=\lim _{n\to \infty }a_{2n}=0}

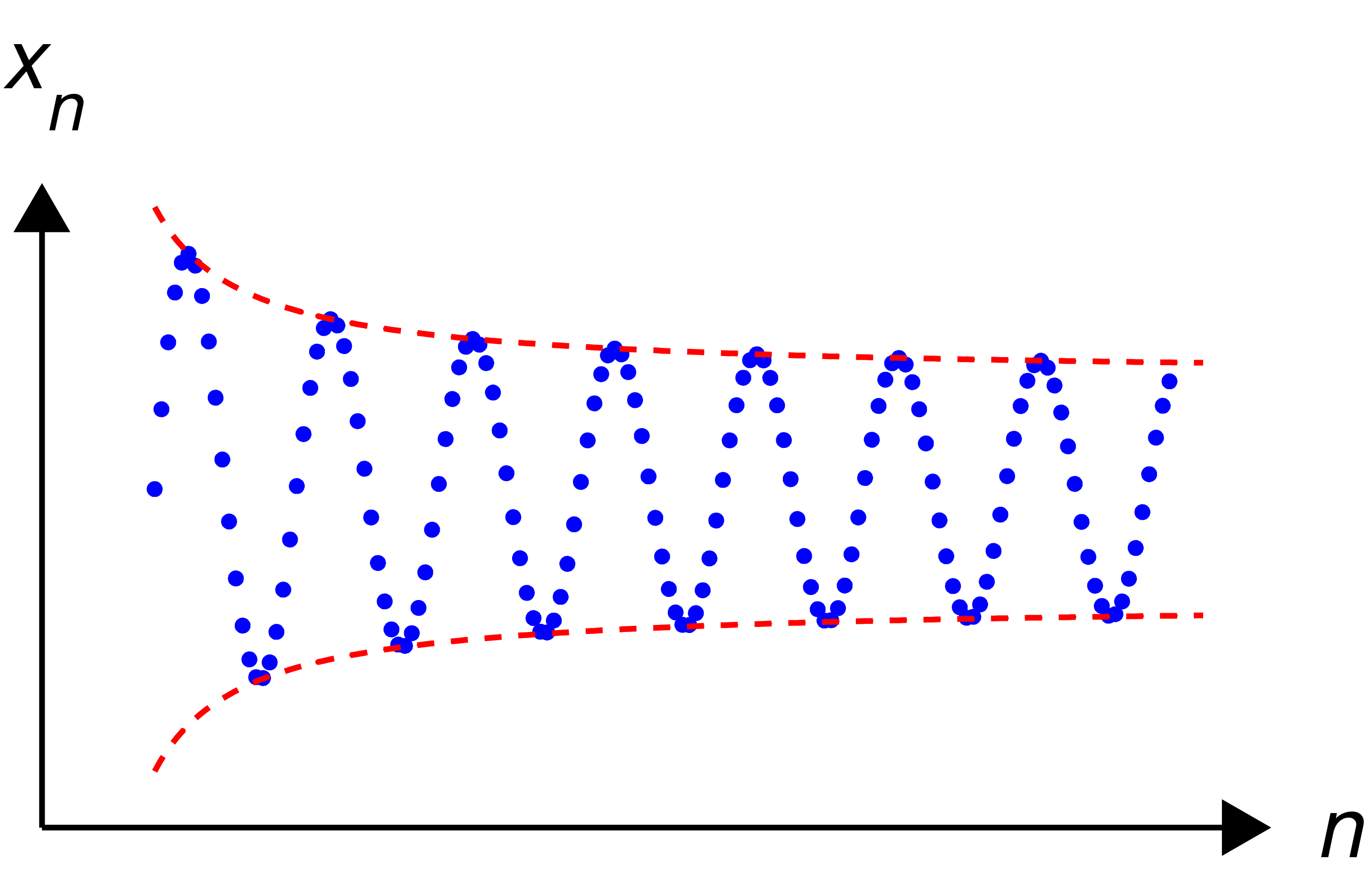
s_{2n} または s_{2n−1} のいずれか一方のみの単調性だけでは和が定まるかどうかは判らない

となり共通の極限値 S をもつので、それが求める和である。またこのとき、部分和 sN と級数の和 S との誤差は
{\displaystyle |S-s_{N}|=|a_{N+1}-(a_{N+2}-a_{N+3})-(a_{N+4}-a_{N+5})-\cdots |\leq |a_{N+1}|}
と評価することができる。